# 克里斯托瓦尔·德奥利德

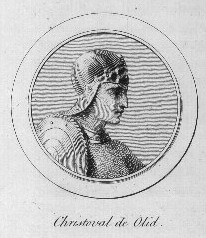
克里斯托瓦尔·德奥利德

克里斯托瓦尔·德奥利德（西班牙語：Cristóbal de Olid；1487年—1524年），西班牙探险家、征服者，曾参与西班牙军队在墨西哥和洪都拉斯地区的征服活动。
奥利德出生于拜萨，在古巴总督迭戈·贝拉斯克斯·德奎利亞爾的家庭中長大。1518年，贝拉斯克斯派遣奥利德率船队前去解救胡安·德·格里哈尔瓦，但途中遇到风暴而不得不返回。1519年1月10日，奥利德成为埃尔南·科尔特斯的军需官，随科尔特斯出航，参与征服墨西哥的军事行动:39,200,278,286,293,297,299,309。1520年7月14日曾参与奥通巴战役，同阿兹特克人作战；此外还和普雷佩查人交战。
在特诺奇蒂特兰围城战期间，奥利德是科尔特斯麾下的重要将领，在攻占索奇米尔科的战役中有着关键地位:315,317,319,333,339,340-343。在企图刺杀科尔特斯未遂的安东尼奥·德比利亚法纳（Antonio de Villafana）受审期间，奥利德是特斯科科营的指挥官:351。他也是科尔特斯麾下四支主力部队之一的指挥官，同时也是科尔特斯的军需官:356,358,360-363,383。科尔特斯在特诺奇蒂特兰堤道战期间被俘，奥利德在关键时刻营救了科尔特斯:380。
科尔特斯派遣奥利德指挥米却肯地区的征服战争。后他与一葡萄牙女子成婚:413。1522年，奥利德率军指挥了墨西哥西部哈利斯科、科利马地区的征服战争。
1523年，科尔特斯任命奥利德为洪都拉斯征服战争的总指挥官，但在其军队返回哈瓦那补给期间，奥利德获贝拉斯克斯授意而宣布反叛，不再效忠于新西班牙总督。他在科尔特斯港以东登陆，建立起特拉定居点。许多支持奥利德的人也都纷纷移居至附近土地肥沃、财富丰盈的纳科（Naco）。为此，科尔特斯命弗朗西斯科·德拉斯卡萨斯率船队对抗奥利德的军队，但尽管其船队遭遇风暴而悉数沉没，幸存的士兵也有不少遭奥利德的军队杀害，拉斯卡萨斯仍然成功俘获了奥利德。
1524年，奥利德丧命，其死因说法不一：貝爾納爾·迪亞斯·德爾卡斯蒂略在《征服新西班牙信史》中记载他被斩首；安东尼奥·德埃雷拉·托德西利亚斯则记载奥利德被自己的部下谋杀。